# Stadionul Kaliningrad
Stadionul Kaliningrad (rusă: Стадион Калининград) sau Arena Baltika este un stadion de fotbal în construcție în orașul Kaliningrad, capitala regiunii Kaliningrad, subdiviziune administrativă în Federația Rusă. În conformitate cu decizia FIFA, stadionul va găzdui mai multe jocuri la Campionatul Mondial de Fotbal 2018 și va servi, de asemenea, ca stadionul de origine al clubului de fotbal Baltika Kaliningrad. Stadionul va avea o capacitate de 45,000 de spectatori. 

## Istorie
În luna aprilie 2012, guvernul regional, sa decis să se bazeze «Wilmotte & Associes Sa» proiect de construcție stadion a biroului de arhitectură francez. Proiectul în sine este în valoare de 720 de milioane de $. 50% din suma va fi alocată din bugetul federal, iar cealaltă jumătate de la bugetul regional. Lucrările de construcție vor începe după documentația tehnică și de estimare instruit arena. Este demn de remarcat faptul că stadionul după Cupa Mondială din 2018 va deveni un 25000th - pentru această parte a acoperișului este retrasă.
La sfârșitul lunii octombrie 2012, autoritățile regionale au anunțat o competiție deschisă pentru dezvoltarea proiectului și a documentelor de lucru pe stadion Cupa Mondială. Castigatorul a fost Mostovik. La începutul luna martie 2013 Mostovik stadion publicate schiță, a primit titlul de lucru al Arena Baltika.
În luna iunie 2014, Curtea de Arbitraj Omsk a declarat "Mostovik", în stare de faliment și martie 2015 a fost inițiată rezilierea contractului cu compania. La 1 aprilie cu 2014 un ordin guvernamental publicat de către guvern a declarat numirea ZAO "Crocus International" ca unic executant al Ministerului Sportului al Federației Ruse pentru lucrările privind construcția. Contractul de stat a fost semnat între Guvernul regiunii Kaliningrad și Crocus International "pentru a dezvolta proiectul și documentația de lucru privind proiectarea stadionului". 
La 10 iunie 2015 a fost raportat că proiectul de stadion a fost trimis la examenul de stat. La 20 iulie a fost prezentată structura stadionului. 
La început, autoritățile regionale consideră opțiunea cu construirea de noi facilități sportive în centrul orașului, pe locul actualului Baltika Stadium. În cele din urmă, în decembrie 2014 a fost anunțat că luna octombrie Island, chiar dacă de multe ori sub amenințarea inundațiilor și de lucru pe ea necesită investiții financiare suplimentare. 
10 august a devenit cunoscut faptul că stadionul va fi numit "Stadion Kaliningrad" sau în versiunea în limba engleză, Kaliningrad Stadium.

## Campionatul Mondial de fotbal 2018
| Data          | Ora   | Echipa #1 | Rezultat | Echipa #2 | Faza    | Spectatori    |
| ------------- | ----- | --------- | -------- | --------- | ------- | ------------- |
| 16 iunie 2018 | 22:00 | Croația   | 2:0      | Nigeria   | Grupa D | 31 136 oameni |
| 22 iunie 2018 | 21:00 | Serbia    | 1:2      | Elveția   | Grupa E | 33 167 oameni |
| 25 iunie 2018 | 21:00 | Spania    | 2:2      | Maroc     | Grupa B | 33 973 oameni |
| 28 iunie 2018 | 21:00 | Anglia    | 0:1      | Belgia    | Grupa G | 33 973 oameni |